# Ittenheim
Cet article possède un paronyme, voir Innenheim.
Ittenheim [itənaim]  est une commune française située dans la circonscription administrative du Bas-Rhin et, depuis le 1er janvier 2021, dans le territoire de la Collectivité européenne d'Alsace, en région Grand Est.
Cette commune se trouve dans la région historique et culturelle d'Alsace.

## Géographie
Ittenheim est située à 10 km de Strasbourg, premier village à l’ouest de cette dernière. La commune est traversée par la RD 1004 (ex-RN 4).

### Hydrographie
La commune est dans le bassin versant du Rhin au sein du bassin Rhin-Meuse. Elle est drainée par le ruisseau de Musau,.
Le ruisseau de Musau, d'une longueur de 13 km, prend sa source dans la commune de Fessenheim-le-Bas et se jette  dans le Souffel à Dingsheim, après avoir traversé dix communes. 

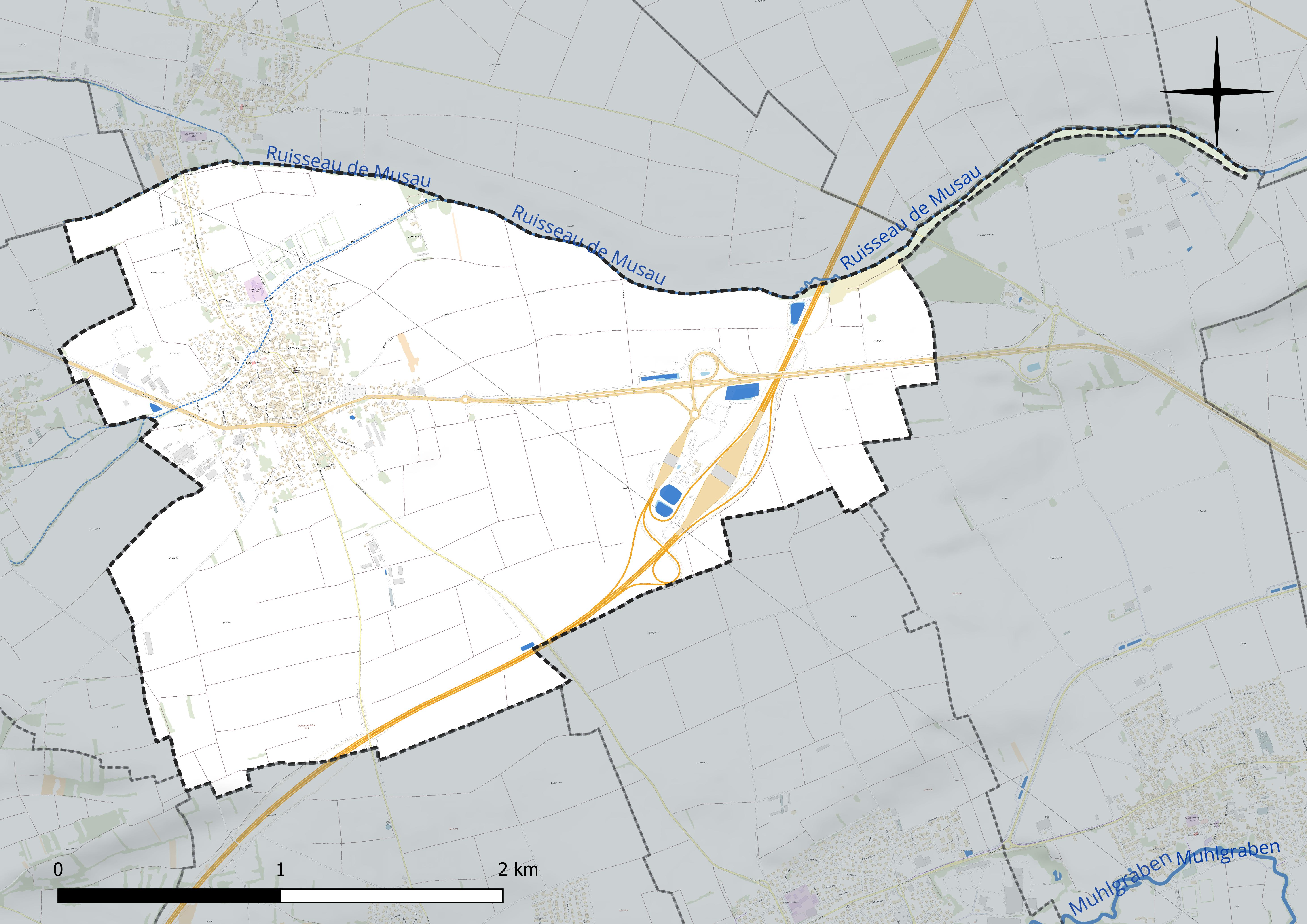
Réseau hydrographique d'Ittenheim.

### Climat
Pour des articles plus généraux, voir Climat du Grand Est et Climat du Bas-Rhin.
En 2010, le climat de la commune est de type climat des marges montargnardes, selon une étude du Centre national de la recherche scientifique s'appuyant sur une série de données couvrant la période 1971-2000. En 2020, Météo-France publie une typologie des climats de la France métropolitaine dans laquelle la commune est exposée à un climat semi-continental et est dans une zone de transition entre les régions climatiques « Vosges » et « Alsace ». 
Pour la période 1971-2000, la température annuelle moyenne est de 10,4 °C, avec une amplitude thermique annuelle de 17,7 °C. Le cumul annuel moyen de précipitations est de 611 mm, avec 7,7 jours de précipitations en janvier et 10,2 jours en juillet. Pour la période 1991-2020, la température moyenne annuelle observée sur la station météorologique de Météo-France la plus proche, « Strasbourg-Entzheim », sur la commune d'Entzheim à 8 km à vol d'oiseau, est de 11,4 °C et le cumul annuel moyen de précipitations est de 635,7 mm. 
La température maximale relevée sur cette station est de 38,9 °C, atteinte le 25 juillet 2019 ; la température minimale est de −23,6 °C, atteinte le 23 janvier 1942,,. 
Les paramètres climatiques de la commune ont été estimés pour le milieu du siècle (2041-2070) selon différents scénarios d'émission de gaz à effet de serre à partir des nouvelles projections climatiques de référence DRIAS-2020. Ils sont consultables sur un site dédié publié par Météo-France en novembre 2022.

## Urbanisme

### Typologie
Au 1er janvier 2024, Ittenheim est catégorisée bourg rural, selon la nouvelle grille communale de densité à sept niveaux définie par l'Insee en 2022.
Elle appartient à l'unité urbaine d'Ittenheim, une agglomération intra-départementale regroupant trois  communes, dont elle est ville-centre,,. Par ailleurs la commune fait partie de l'aire d'attraction de Strasbourg (partie française), dont elle est une commune de la couronne,. Cette aire, qui regroupe 268 communes, est catégorisée dans les aires de 700 000 habitants ou plus (hors Paris),.

### Occupation des sols
L'occupation des sols de la commune, telle qu'elle ressort de la base de données européenne d’occupation biophysique des sols Corine Land Cover (CLC), est marquée par l'importance des territoires agricoles (86,6 % en 2018), en diminution par rapport à 1990 (90 %). La répartition détaillée en 2018 est la suivante : 
terres arables (84,9 %), zones urbanisées (13,1 %), zones agricoles hétérogènes (1,8 %), mines, décharges et chantiers (0,3 %). L'évolution de l’occupation des sols de la commune et de ses infrastructures peut être observée sur les différentes représentations cartographiques du territoire : la carte de Cassini (XVIIIe siècle), la carte d'état-major (1820-1866) et les cartes ou photos aériennes de l'IGN pour la période actuelle (1950 à aujourd'hui).

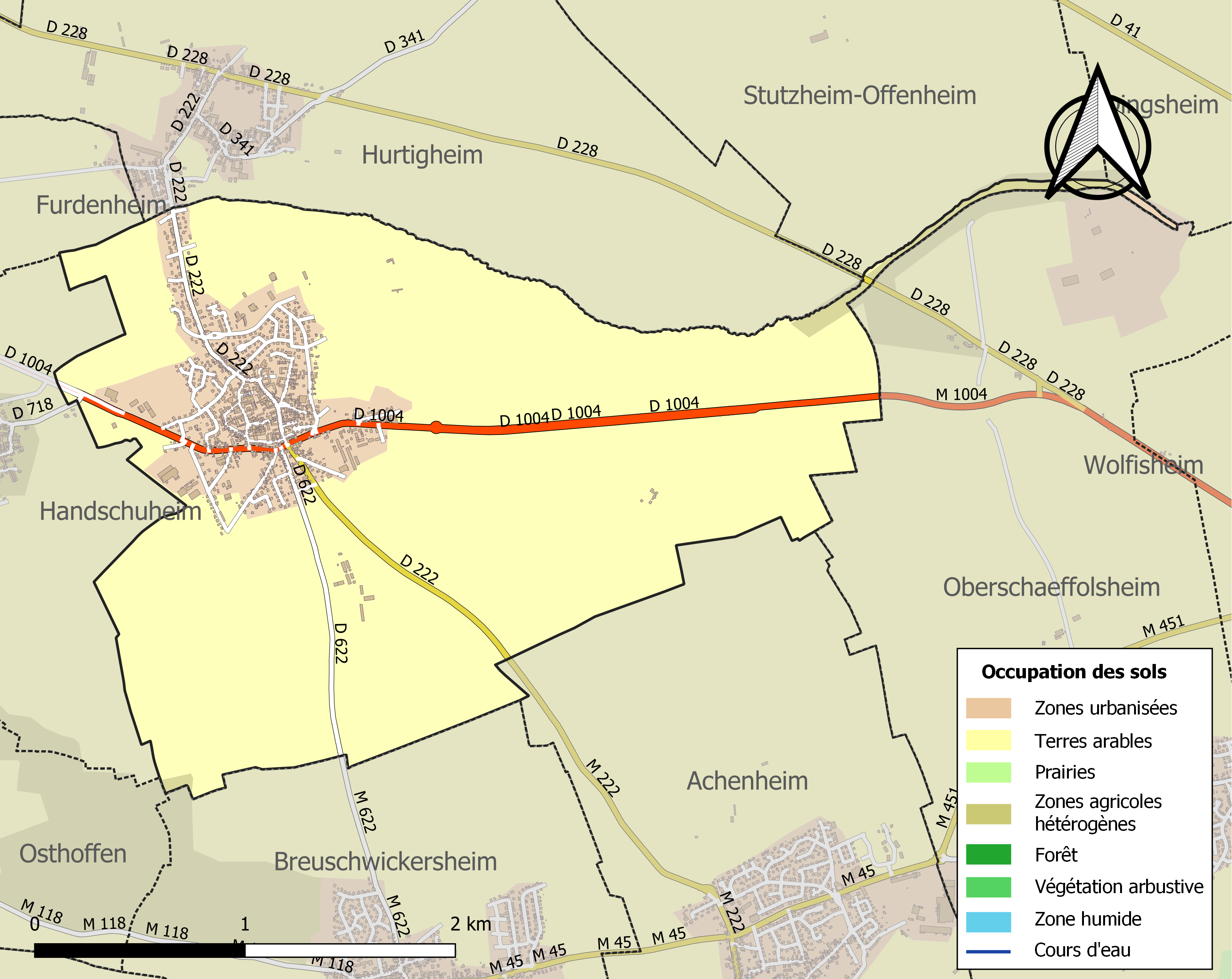
Carte des infrastructures et de l'occupation des sols de la commune en 2018 (CLC).

## Histoire

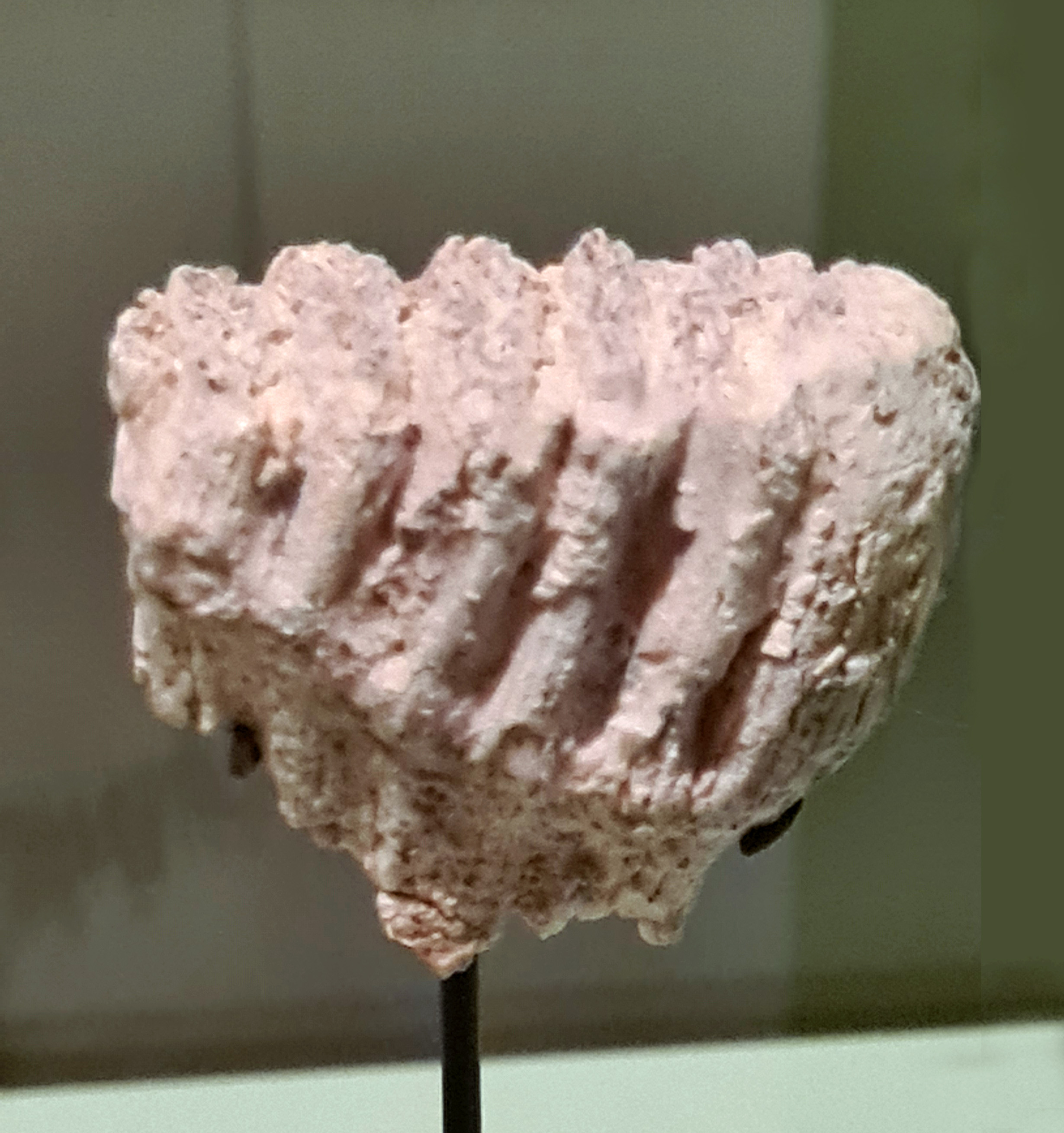
Dent de lait de jeune mammouth (Pléistocène supérieur).

En 2005, des fouilles archéologiques ont permis de mettre au jour 392 structures datées du Néolithique ancien, de l’âge du fer et de la période gallo-romaine.
Puis les travaux d'archéologie préventive liés à la création du Grand Contournement de Strasbourg ont permis la découverte sur le territoire une série de vestiges, présentés au public lors de l'exposition Un passé incontournable en 2025-2026.

### Origine
Village du Kochersberg connu pour la halte régulière de Napoléon Bonaparte en 1805.

### Héraldique
| Blason de Ittenheim | Blason  | D’azur aux trois lionceaux d'argent, lampassés de gueules. |
| Blason de Ittenheim | Détails |                                                            |

## Politique et administration

### Liste des maires
| Période                                  | Période                   | Identité                                       | Étiquette    | Qualité |
| ---------------------------------------- | ------------------------- | ---------------------------------------------- | ------------ | --- |
| Les données manquantes sont à compléter. |                           |                                                |              | |
| 29 octobre 1947                          | 21 mars 1959              | Michel Kauffmann                               | RPF puis MRP | Ingénieur agricole, ancien officier de cavalerie Député du Bas-Rhin (1946 → 1955) Sénateur du Bas-Rhin (1959 → 1968) |
| Les données manquantes sont à compléter. |                           |                                                |              | |
| ca. 1966                                 |                           | Alfred Peter                                   |              | |
| Les données manquantes sont à compléter. |                           |                                                |              | |
| mars 1977                                | juin 1995                 | Jean-Paul Hammann                              | RPR          | Exploitant agricole, maire honoraire Premier adjoint au maire (1971 → 1977) Sénateur du Bas-Rhin (1978 → 1981 et 1993 → 1995) Conseiller régional d'Alsace (1986 → 1992) Vice-président du SIVOM Ackerland (1977 → 1995) Commandeur du Mérite agricole (1997) |
| Les données manquantes sont à compléter. |                           |                                                |              | |
| mars 2001                                | mars 2014                 | Gilbert Viola                                  | DVD          | Maire honoraire (2014) |
| mars 2014                                | En cours (au 31 mai 2020) | Alain Grosskost Réélu pour le mandat 2020-2026 | DVD          | Agriculteur 8e vice-président de la CC du Kochersberg (2017 → 2020) 3e vice-président de la CC du Kochersberg (2020 → ) |

## Démographie
L'évolution du nombre d'habitants est connue à travers les recensements de la population effectués dans la commune depuis 1793. Pour les communes de moins de 10 000 habitants, une enquête de recensement portant sur toute la population est réalisée tous les cinq ans, les populations de référence des années intermédiaires étant quant à elles estimées par interpolation ou extrapolation. Pour la commune, le premier recensement exhaustif entrant dans le cadre du nouveau dispositif a été réalisé en 2004.

En 2022, la commune comptait 2 081 habitants, en évolution de −2,07 % par rapport à 2016 (Bas-Rhin : +3,17 %, France hors Mayotte : +2,11 %).
| 1793 | 1800 | 1806 | 1821 | 1831 | 1836 | 1841 | 1846 | 1851 |
| ---- | ---- | ---- | ---- | ---- | ---- | ---- | ---- | ---- |
| 570  | 486  | 494  | 720  | 846  | 892  | 892  | 898  | 873  |

| 1856 | 1861 | 1866 | 1871 | 1875 | 1880 | 1885 | 1890 | 1895 |
| ---- | ---- | ---- | ---- | ---- | ---- | ---- | ---- | ---- |
| 806  | 833  | 895  | 885  | 860  | 868  | 857  | 851  | 881  |

| 1900 | 1905 | 1910 | 1921 | 1926 | 1931 | 1936 | 1946 | 1954 |
| ---- | ---- | ---- | ---- | ---- | ---- | ---- | ---- | ---- |
| 873  | 905  | 883  | 835  | 842  | 861  | 892  | 850  | 837  |

| 1962 | 1968 | 1975  | 1982  | 1990  | 1999  | 2004  | 2006  | 2009  |
| ---- | ---- | ----- | ----- | ----- | ----- | ----- | ----- | ----- |
| 863  | 911  | 1 060 | 1 230 | 1 594 | 1 904 | 2 063 | 2 171 | 2 071 |

| 2014  | 2019  | 2022  | - | - | - | - | - | - |
| ----- | ----- | ----- | - | - | - | - | - | - |
| 2 151 | 2 112 | 2 081 | - | - | - | - | - | - |

## Événements et fêtes
- Le dernier weekend du mois d'août : messti du village.

## Vie locale

### Culture
La commune est dotée d’un comité d’animation regroupant plusieurs associations. Chaque année il organise diverses manifestations où participent des exposants (artistes, artisans), notamment un Marché aux puces et la Marche de l’avent. Une zone de loisir de 5,54 ha a été inaugurée en mars 2007, elle regroupe des terrains de sport, la maison des associations et une aire de jeux. D’autres animations culturelles sont organisées pour les enfants tout au long de l’année, par l’association de parents d’élèves Dyna'Mômes.
La commune héberge également une école de danse, l’École d’expression corporelle d’Ittenheim, et une école de danse et musique country animée par le Silver Star Country Club.

### Sport
Le complexe sportif, situé au sein de la zone de loisir « Le Petit Prince », propose deux terrains de football, dont un en synthétique (éclairé), des vestiaires, un club house, un city stade pour les adolescents ainsi qu’une plaine de jeux en accès libre. La commune comporte également un boulodrome, et un complexe de tennis avec 3 courts extérieurs (2 en gazon synthétique et 1 en béton poreux) accompagnés d'un terrain couvert en béton poreux. Divers clubs et associations proposent du fitness, de la gymnastique volontaire, du football (Union Sportive d’Ittenheim), du tennis (Tennis Club Ackerland), du quad, de la pétanque.

### Scolarité
Le groupe scolaire « Le Petit-Prince » accueille une école maternelle de 3 classes (petits, moyens, grands) et une école élémentaire de 6 classes (CP à CM2). En 2014, la scolarité locale concernait environ 220 élèves.

## Transports
Ittenheim est desservie par 2 lignes de la Compagnie des transports du Bas-Rhin (CTBR) ; Réseau 67, Kochersberg - Plaine de la Bruche :
- ligne 205 (Willgottheim-Strasbourg) : arrêts Mairie et Rue du Stade ;
- ligne 230 (Wasselone-Strasbourg) : arrêt Garance.

## Lieux et monuments
L’église protestante Saint-Gall héberge un orgue classé d'André Silbermann datant de 1703.
Le bâtiment Schweitzer, originellement l’école des filles, a été jusqu’en 1995 l’école élémentaire (mixte). Le rez-de-chaussée accueille actuellement le point lecture, petite bibliothèque du village.
Le moulin à huile (colza), construit en 1840, fait partie d’une grande ferme bâtie en 1804 par la famille Diemer, rue de la Mairie. La coursière à balustrade en encorbellement typique a disparu dans un incendie en 1943.

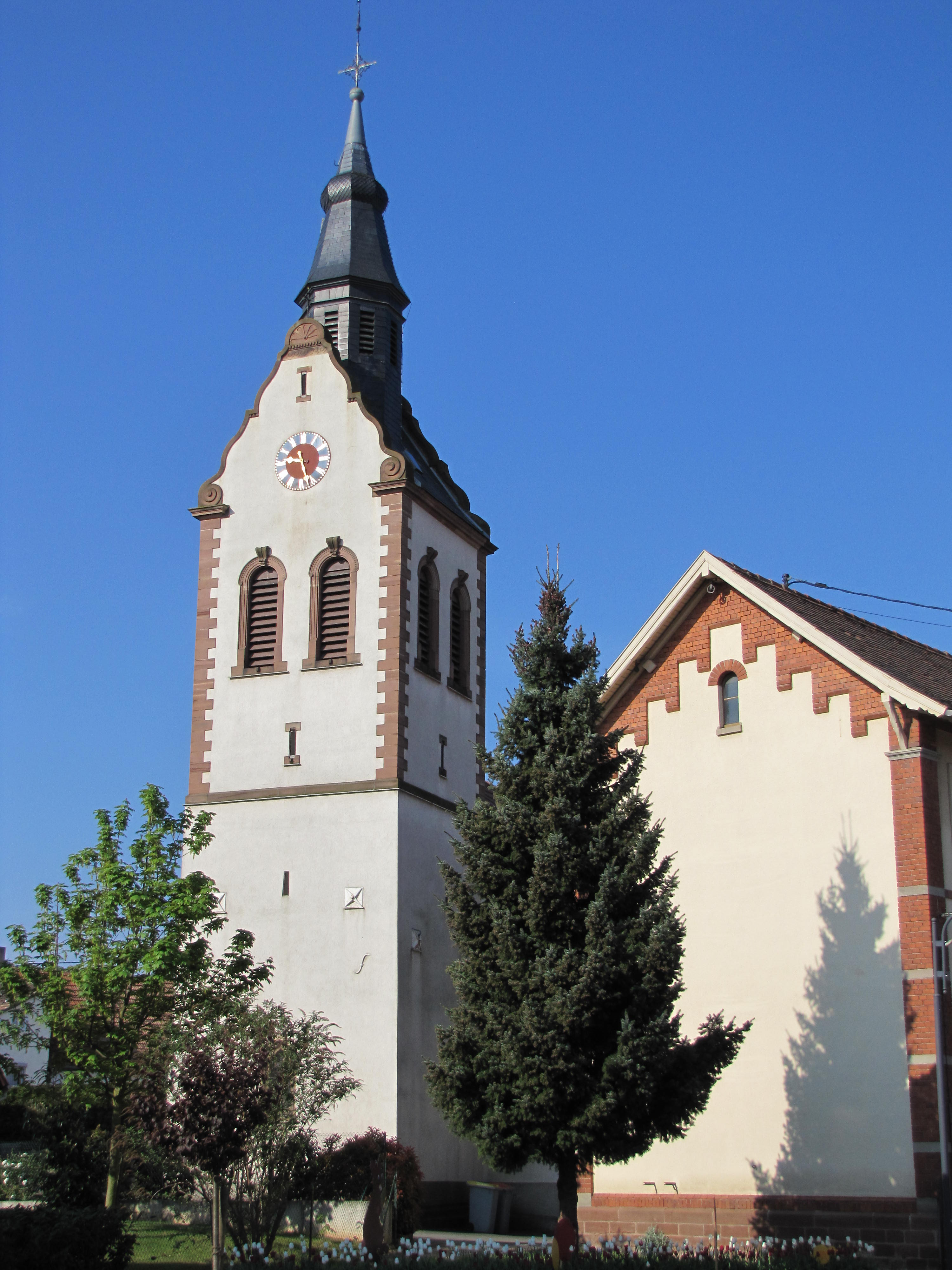
Église protestante Saint-Gall.
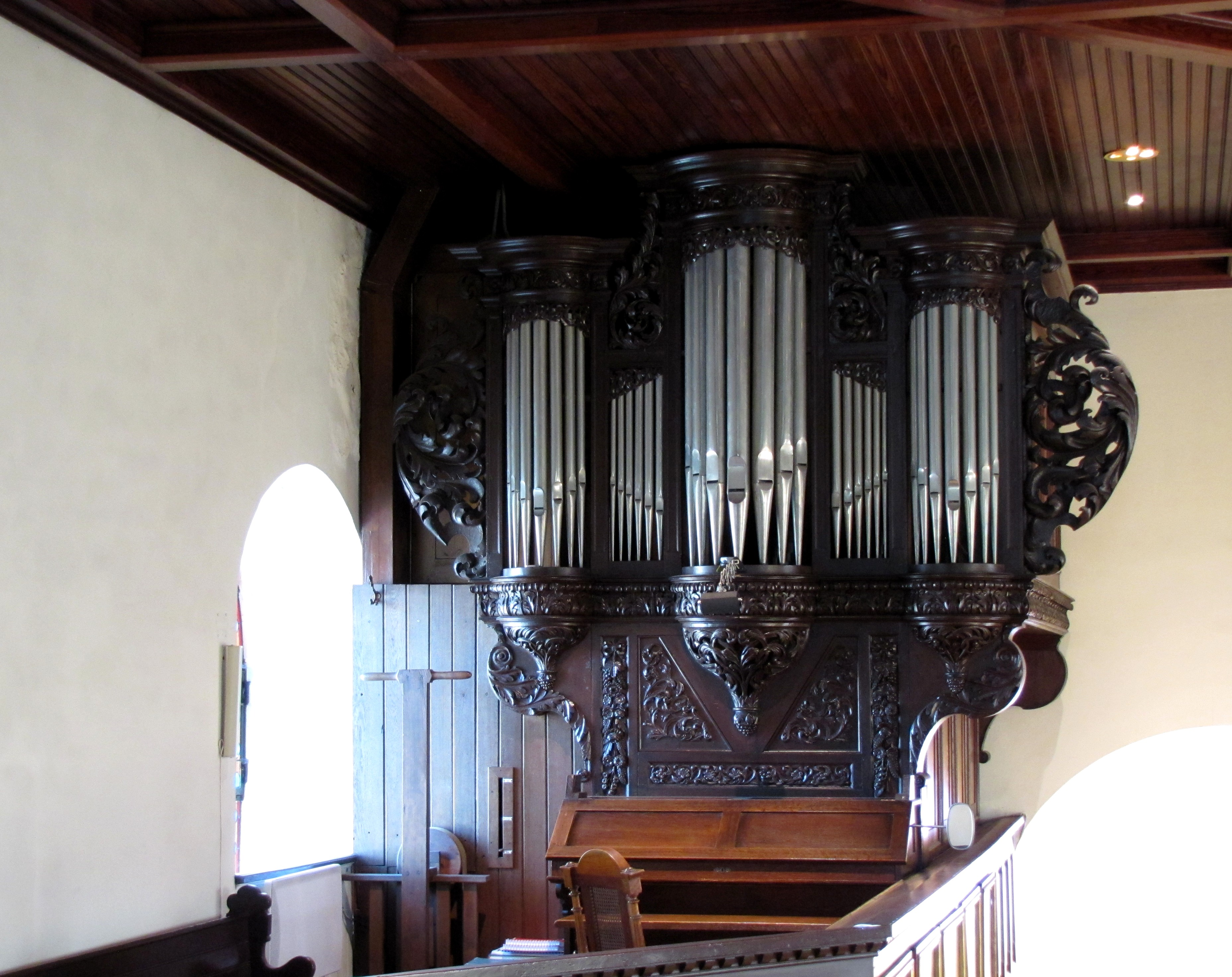
Orgue d’André Silbermann (1703).
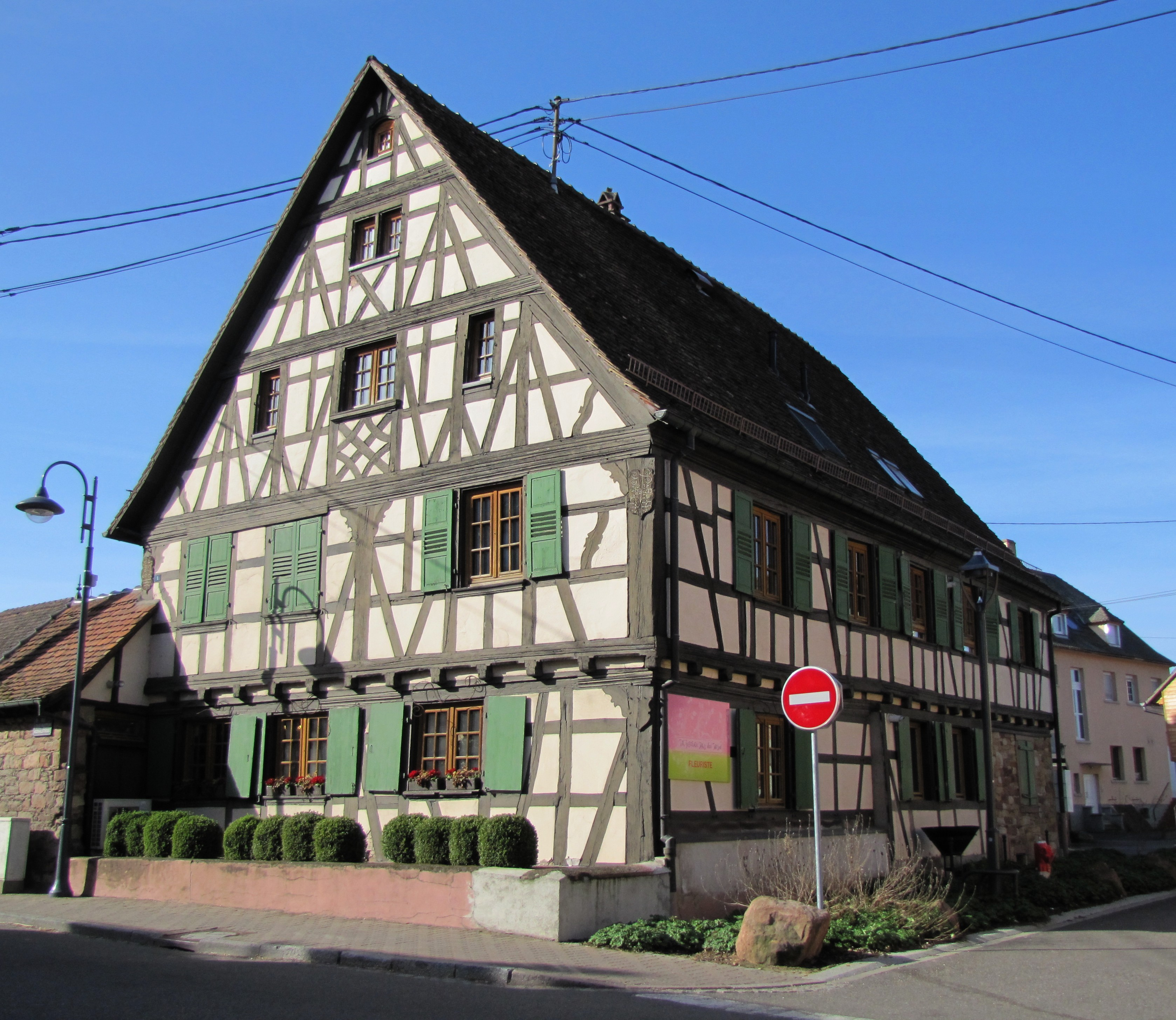
Ancienne auberge « Au Cheval Noir » puis « À la Couronne » (1687), 1 rue Louis-Pasteur.
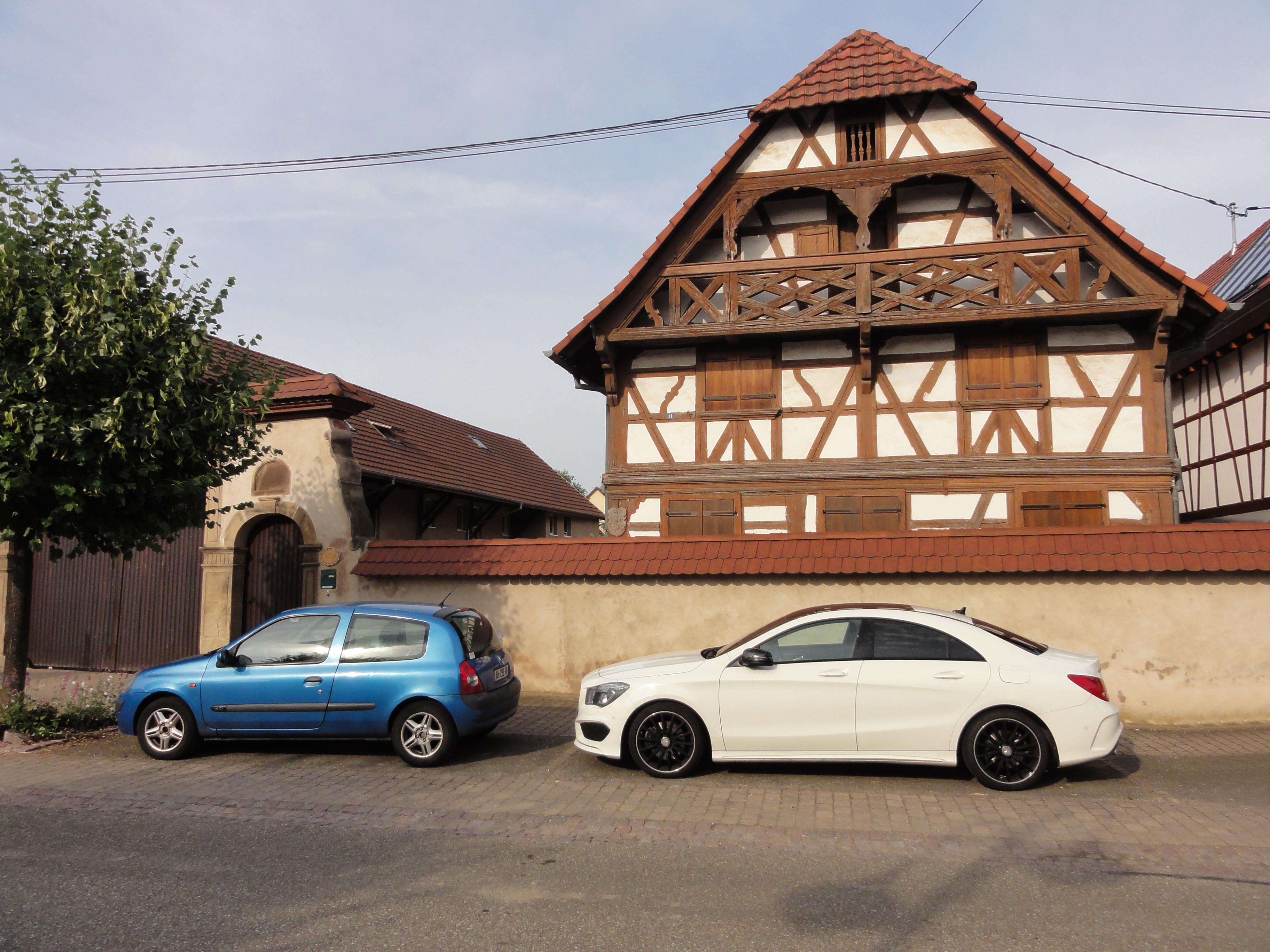
Ferme de 1680, 11 rue Louis-Pasteur.